# Capitán Germán Quiroga Guardia Airport
Capitán Germán Quiroga Guardia Airport är en flygplats i Bolivia. Den ligger i den centrala delen av landet, 500 km norr om huvudstaden Sucre. Capitán Germán Quiroga Guardia Airport ligger 194 meter över havet.
Terrängen runt Capitán Germán Quiroga Guardia Airport är mycket platt. Närmaste större samhälle är San Borja, 5,8 km norr om Capitán Germán Quiroga Guardia Airport.
Omgivningarna runt Capitán Germán Quiroga Guardia Airport är huvudsakligen savann. Runt Capitán Germán Quiroga Guardia Airport är det mycket glesbefolkat, med 2 invånare per kvadratkilometer.